# مایسنهایم
مایسنهایم (به آلمانی: Meißenheim) یک شهر در آلمان است که در ارتناوکرایس واقع شده‌است. مایسنهایم ۳٬۶۷۸ نفر جمعیت دارد.

## خواهرخوانده
شهر سسنهایم خواهرخواندهٔ مایسنهایم هست.